# Cruviers-Lascours
Cruviers-Lascours – miejscowość i gmina we Francji, w regionie Oksytania, w departamencie Gard.
Według danych na rok 1990 gminę zamieszkiwały 443 osoby, a gęstość zaludnienia wynosiła 80 osób/km² (wśród 1545 gmin Langwedocji-Roussillon Cruviers-Lascours plasuje się na 543. miejscu pod względem liczby ludności, natomiast pod względem powierzchni na miejscu 986.).